# Natalia Kills
Natalia Kills, właśc. Natalia Noemi Keery-Fisher, również: Natalia Cappuccini (ur. 15 sierpnia 1986 w West Yorkshire w Wielkiej Brytanii) – brytyjska piosenkarka, aktorka i MC latynoskiego pochodzenia.

## Życiorys

### 1986–1994: Dzieciństwo
Natalia Keery-Fisher urodziła się w Bradford i tam się wychowywała. Jej ojciec jest Afro-Jamajczykiem, matka pochodzi z Urugwaju. Uczęszczała do Bradford Girls’ Grammar School. Ponadto studiowała klasyczną dramaturgię w Londyńskiej Akademii Muzyki i Sztuki Dramatycznej. Od samego dzieciństwa pragnęła zostać gwiazdą. Chciała kontynuować tradycję Kate Bush i Depeche Mode.

### 1995–2010: Początki kariery
Artystka zadebiutowała w wieku 9 lat w 1995 roku w New Voices. Regularnie pojawiała się również w serialu telewizyjnym All About Me, gdzie grała rolę dziewczyny imieniem Sima. Brała udział w słuchowisku radia BBC The Archers. W wieku 14 lat rzuciła szkołę i przeniosła się do Londynu. Zaczęła pisać piosenki. Niektóre z nich zostały wyróżnione w filmach i serialach takich jak Dziewczyny z drużyny 4 (Bring It On 4), Sleepover, Just My Luck oraz Entourage. W 2003 roku, po zakończeniu słuchowiska zaczęła realizować się muzycznie i wzięła udział w bitwie organizowanej przez MC Radio 1 w Leeds. Pod pseudonimem „Rapper Candy” została laureatką konkursu. Podpisała kontrakt muzyczny i w 2005 roku, jako Verbalicious, wydała debiutancki singel „Don’t Play Nice”, a do piosenki tytułowej nagrała teledysk. Utwór zdobył 11. miejsce na UK Singles Charts. W 2008 roku, jako Natalia Cappuccini, wydała minialbum Womannequin i nagrała drugi w karierze wideoklip – „Real Woman”. Album przyciągnął uwagę znanego blogera Pereza Hiltona. Wkrótce Natalia zaczęła otrzymywać propozycje występów na festiwalach i przeniosła się do Los Angeles. Będąc w Stanach Zjednoczonych została odkryta przez DJ-ów i przedstawiona will.i.am’owi, który zaproponował jej kontrakt ze swoją wytwórnią will.i.am music group. Wystąpiła również gościnnie w utworze Matta Pokory „They Talk Shit About Me”.

### 2010–2011:Perfectionist
Artystka wyjaśniła, że przyjęła pseudonim Natalia Kills ze względu na managament, który stwierdził, że Natalia Cappuccini jest zbyt trudne do wymówienia i zapamiętania. Wkrótce podpisała umowę z drugą wytwórnią, Interscope Records. 1 kwietnia 2011 roku odbyła się premiera debiutanckiego albumu piosenkarki. Krążek zatytułowany Perfectionist jest albumem koncepcyjnym, w którym Kills określa siebie jako perfekcjonistkę, a dodatkowo mówi, że każdy tak naprawdę nim jest. Wydawnictwo promowały single „Mirrors”, „Wonderland”, „Free” oraz „Kill My Boyfriend”. Pierwszy singiel stał się hitem w Polsce, Niemczech, Austrii, Belgii oraz dotarł do 3. miejsca w notowaniu Hot Dance Club Songs. Pozostałe nie powtórzyły tego sukcesu. W 2010 i 2011 Natalia Kills supportowała europejską część trasy Kelis „All Hearts Tour”. Otwierała koncerty Keshy z serii „Get Sleazy Tour”, które odbywały się w Wielkiej Brytanii oraz kilka koncertów Katy Perry, która występowała w Europie w ramach „California Dreams Tour”. W 2011 Natalia Kills zdobyła statuetkę Eska Music Awards w kategorii Nowa Twarz: Świat. Jest to jej pierwsza i jak do tej pory jedyna nagroda.

### 2012–2014:Trouble
14 września 2012 roku zaprezentowano teledysk Controversy zapowiadający drugi album zatytułowany Trouble. W marcu Natalia Kills zapowiedziała premierę singla z nowego wydawnictwa. Problem został wydany 12 marca 2013 roku i jest pierwszym singlem promującym nadchodzący album piosenkarki. Drugim singiel wydany został 1 lipca i został nim utwór Saturday Night. 29 lipca Natalia opublikowała okładkę albumu, a 3 września 2013 roku nakładem Cherrytree oraz Interscope Records ukazał się drugi krążek artystki. 

## Wpływy
Natalia Kills wskazuje Kate Bush i Alanis Morissette jako jej największe muzyczne inspiracje, podkreślając, że są one artystkami, które szczerze pisały o swoich przeżyciach i doświadczeniach. Jej występy na żywo inspirowane są takimi artystami jak Prince, Freddie Mercury czy grupa Vanity 6.

## Dyskografia
- Perfectionist (2011)

– Mirrors (2010)
– Wonderland (2011)
– Free (feat. will.i.am) (2011)
– Kill My Boyfriend (2012)
- Trouble (2013)

– Problem (2013)
– Saturday Night (2013)
– Outta Time (2013)